# 戈谢堡
戈谢堡（法語：La Ferté-Gaucher，法語發音：[la fɛʁte ɡoʃe] ⓘ）是法国塞纳-马恩省的一个市镇，属于普罗万区。

## 地理
戈谢堡（48°46'57"N, 3°18'19"E）面积17.32 平方千米，位于法国法蘭西島大區塞纳-马恩省，该省份为法国北部内陆省份，北起瓦兹省，西接埃松省、马恩河谷省、塞纳-圣但尼省和瓦兹河谷省，南至卢瓦雷省，东南接约讷省，东临马恩省和奥布省，东北接埃纳省。
与戈谢堡接壤的市镇（或旧市镇、城区）包括：贝洛、圣巴泰勒米、圣莱热、圣马尔-维约迈松、圣马丹德尚、沙尔特龙日、莫兰河畔茹伊。

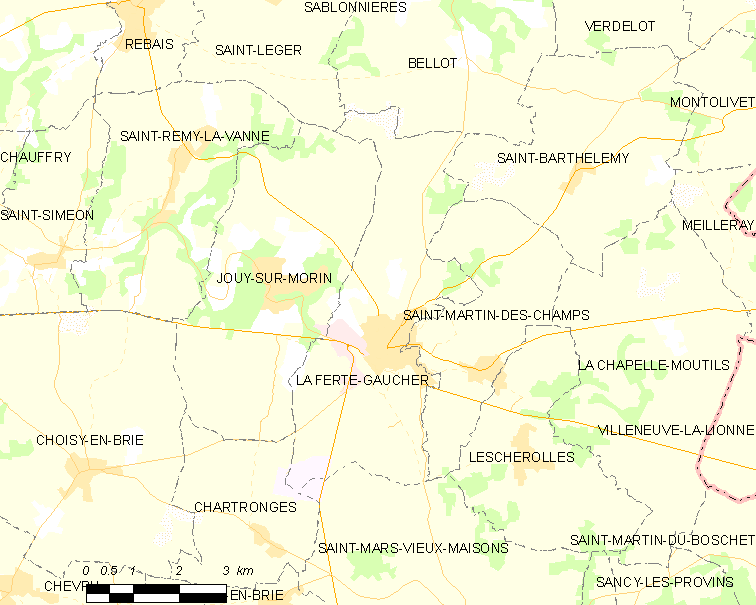
戈谢堡的OSM定位图

戈谢堡的时区为UTC+01:00、UTC+02:00（夏令时）。

## 行政
戈谢堡的邮政编码为77320，INSEE市镇编码为77182。

## 政治
戈谢堡所属的省级选区为库洛米耶县。

## 人口

1962-2008年间戈谢堡人口变化图示

戈谢堡于2022年1月1日时的人口数量为4762人。